# Dorin Recean
Dorin Recean, né le 17 mars 1974 à Dondușeni, est un homme politique moldave, Premier ministre depuis le 16 février 2023.

## Biographie

### Formation et carrière professionnelle
Diplômé de l'Academia de Științe Economice (Académie de sciences économiques) de Moldavie en 1996, Dorin Recean obtient ensuite un master en administration des affaires de l'université internationale de Newport en 2000.
Il enseigne à l'Academia de Științe Economice de 1995 à 2007, tout en travaillant dans différentes entreprises.

### Vice-ministre de l'Information
En 2010, il est nommé vice-ministre de l'Information et des Technologies de la communication. À ce titre, il est chargé de mettre en place le passeport biométrique, dans le cadre du plan de libéralisation des visas avec l'Union européenne.

### Ministre de l'Intérieur et conseiller présidentiel
En 2012, Dorin Recean devient ministre de l'Intérieur dans le gouvernement Filat, remplaçant Alexei Roibu. Il est confirmé à ce poste en 2013 dans le gouvernement Leancă, mais il démissionne après les élections de novembre 2014 pour se consacrer à une carrière privée dans la fintech, tout en continuant un rôle de conseiller présidentiel pour les questions de défense et de sécurité,.

### Premier ministre
Le 10 février 2023, après la démission de Natalia Gavrilița, Dorin Recean est chargé de former un gouvernement par la présidente Maia Sandu,. Sa nomination est approuvée par le Parlement le 16 février suivant et il devient officiellement Premier ministre.
Le 20 février 2023, lors d'une session du Parlement, il appelle à la démilitarisation et à l'évacuation du contingent de soldats russes de la région moldave sécessioniste de Transnistrie.

### Idées politiques
Recean est favorable à l'adhésion de la Moldavie à l'UE et à un rapprochement avec l'Ouest. Il a déclaré après sa nomination comme premier ministre : « Le nouveau gouvernement aura trois priorités : L'ordre et la discipline, une nouvelle vie et une nouvelle économie, et la paix et la stabilité. Le nouveau gouvernement poursuivra la mise en œuvre du cap stratégique de la Moldavie - l'intégration à l'Union européenne ».

### Vie personnelle
Recean est marié et a deux enfants. Il parle anglais, français et russe en plus de sa langue maternelle, le roumain[réf. non conforme].